# Rudolf Freyer
Rudolf Freyer (* 28. März 1886 in Reichersberg am Inn, Oberösterreich; † 31. Mai 1961 in Ried im Innkreis) war ein österreichischer Schuhmachermeister und Politiker.

## Leben
Nach vier Jahren im Frontdienst des Ersten Weltkrieges war Freyer als Schuhmachermeister und Orthopäde tätig. Er bemühte sich sehr um seinen Berufsstand und hatte Funktionen im gewerblichen Bezirksverband Ried, war Genossenschaftskommissär und Landesinnungsmeister der Schuhmacher. In der Kammer der gewerblichen Wirtschaft hatte er die Funktion eines Kammerrates und Obmannes der Rieder Bezirksstelle und war dabei an der Gründung der Berufsschule für lederverarbeitende Gewerbe beteiligt. Außerdem war er Vizepräsident des österreichischen Gewerbebundes, Landesgruppe Oberösterreich und Wirtschaftsreferent des Heimatschutzes. Als nach dem Zweiten Weltkrieg die Rieder Volksmesse bzw. Landwirtschaftsmesse wieder errichtet wurde, fungierte er von 1947 bis 1960 als ihr erster Präsident. Für seine Leistungen erhielt er den Ehrentitel Kommerzialrat. Er war verheiratet und hatte zwei Kinder.
Im politischen Bereich wirkte Freyer von 1934 bis 1938 als Landtagsabgeordneter für das Gewerbe und gleichzeitig als Zweiter Präsident des Landtages. Außerdem war er Mitglied des Gemeindetages von Ried.